# Dejnecy
Dejnecy (ukr. дейнеки) – radykalny ruch ludowy (1657–1665) na Ukrainie, szczególnie na Polesiu i Ukrainie Lewobrzeżnej, wymierzony przeciwko uciskowi ekonomicznemu i uprzywilejowanej pozycji szlachty, starszyzny kozackiej i bogatego mieszczaństwa.

## Etymologia
Dejneka – buntownik chłopski, przedstawiciel szeregowego kozactwa, czerni. Początkowo słowo kojarzone z ruskim de ne jakij „lada jaki“, obecnie wywodzone z języka tureckiego: dejnek – kij, stąd dejneki – „czerń uzbrojona w kije, drągi“ (pogardliwe określenie słabo uzbrojonych buntowników utworzone przez starszyznę kozacką).

## Nazwiska
Od wyrazu dejneka pochodzą polskie, ukraińskie, białoruskie i rosyjskie nazwiska: Dajneka, Dajneha, Dajneho, Dajneko, Dejneka, Dejneko, Dejneha, Dejnekin, Dejnikin.

## Powstanie dejneków 1657–1658
Powstanie chłopskie przeciwko rosnącemu uciskowi społeczno-ekonomicznemu na lewobrzeżnej Ukrainie w latach 1657–1658. Ośrodkiem wystąpienia stała się Połtawszczyzna. Jesienią 1657 r. wybuchło powstanie ludowe. Powstańcy żądali przywrócenia tzw. wolności kozackich: prawa swobodnego pędzenia wódki, swobody polowań i rybołówstwa, swobody przechodzenia na Zaporoże i wybierania hetmana przez czarną radę.
Na czele powstania stanęli S. Dowhal (С. Довгаль), I. Dowhal (І. Довгаль), M. Stryżna (М. Стрижна), I. Iskra (І. Іскра), M. Zełenski (М.Зеленський). 
Ludowy ruch dejneków został wykorzystany przez niezadowoloną z polityki hetmana Iwana Wyhowskiego promoskiewską frakcję starszyzny kozackiej, która chciała pozbawić Wyhowskiego urzędu. Dejnecy połączyli się z buntownikami Martyna Puszkara i atamana koszowego Jakowa Barabasza, którzy rozpoczęli powstanie przeciwko Wyhowskiemu. Próby porozumienia się hetmana z opozycją zakończyły się niepowodzeniem. 1 czerwca 1658 r. wojska hetmańskie wraz z posiłkującymi w tym czasie Rzeczpospolitą Tatarami rozbiły siły Puszkara i Barabasza pod Połtawą, w tym także oddziały dejneków.